# St. Katharina (Düsseldorf-Gerresheim)

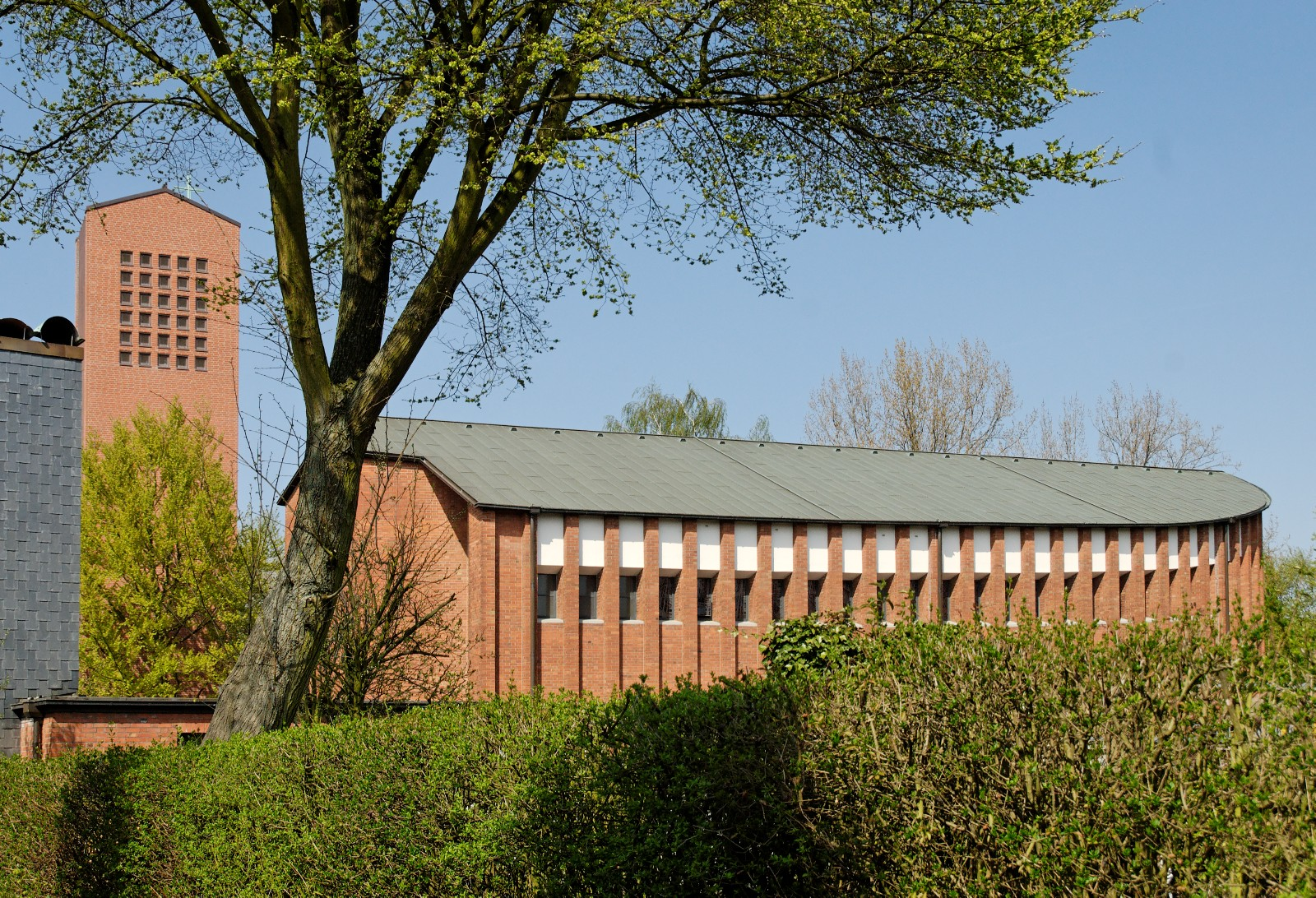
St.-Katharina-Kirche

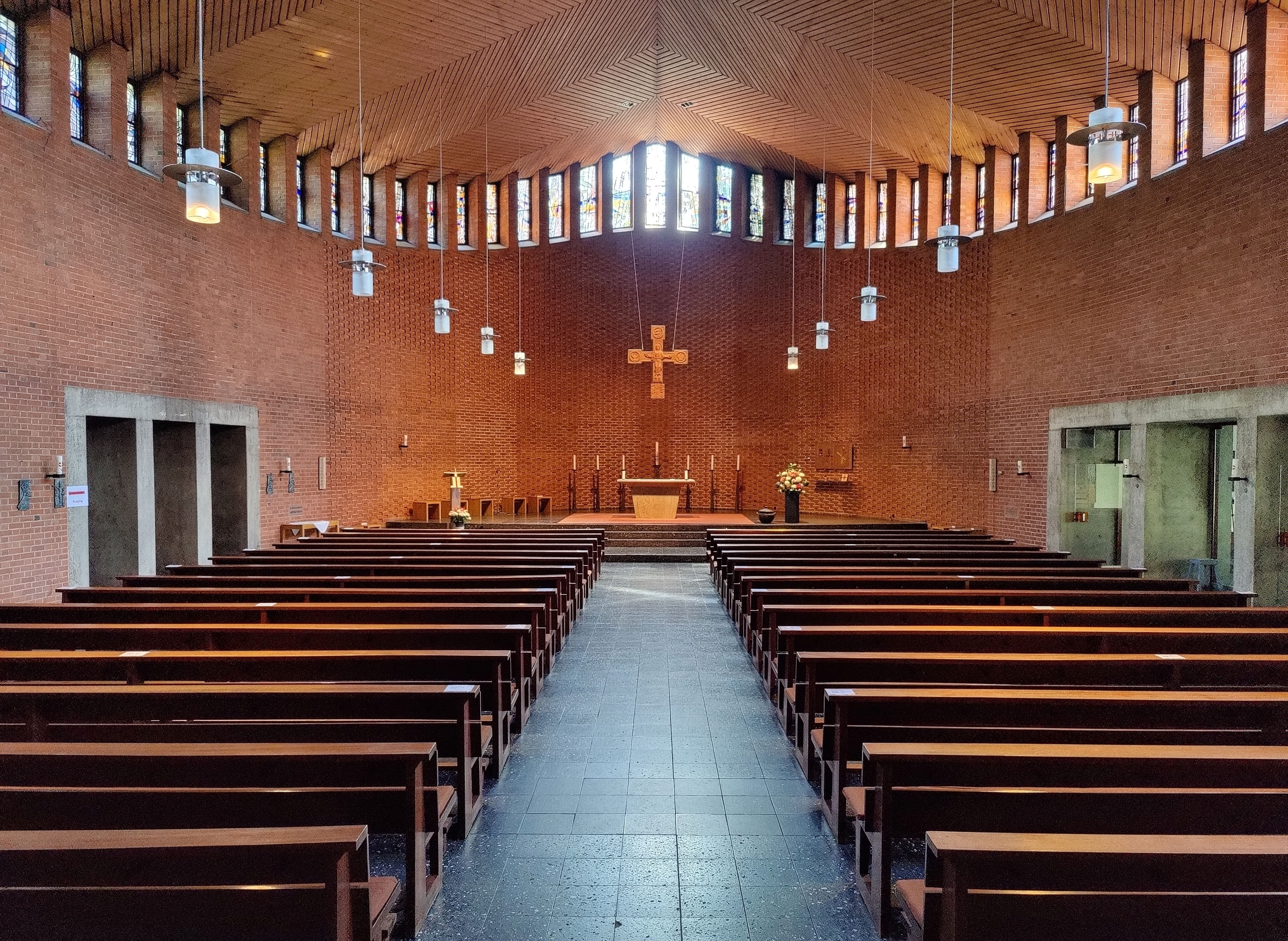
Innenraum (2022)

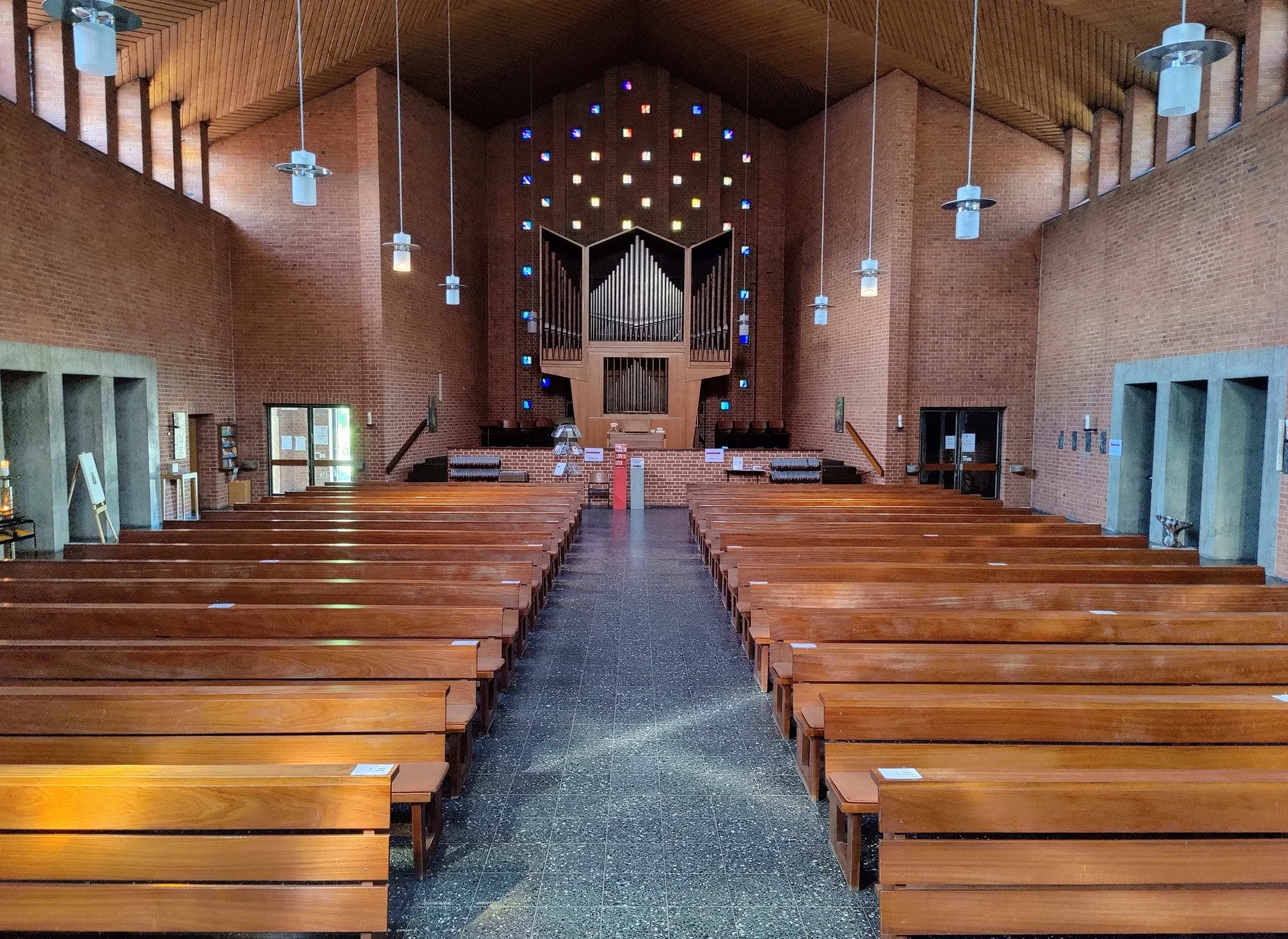
Blick zur Orgel

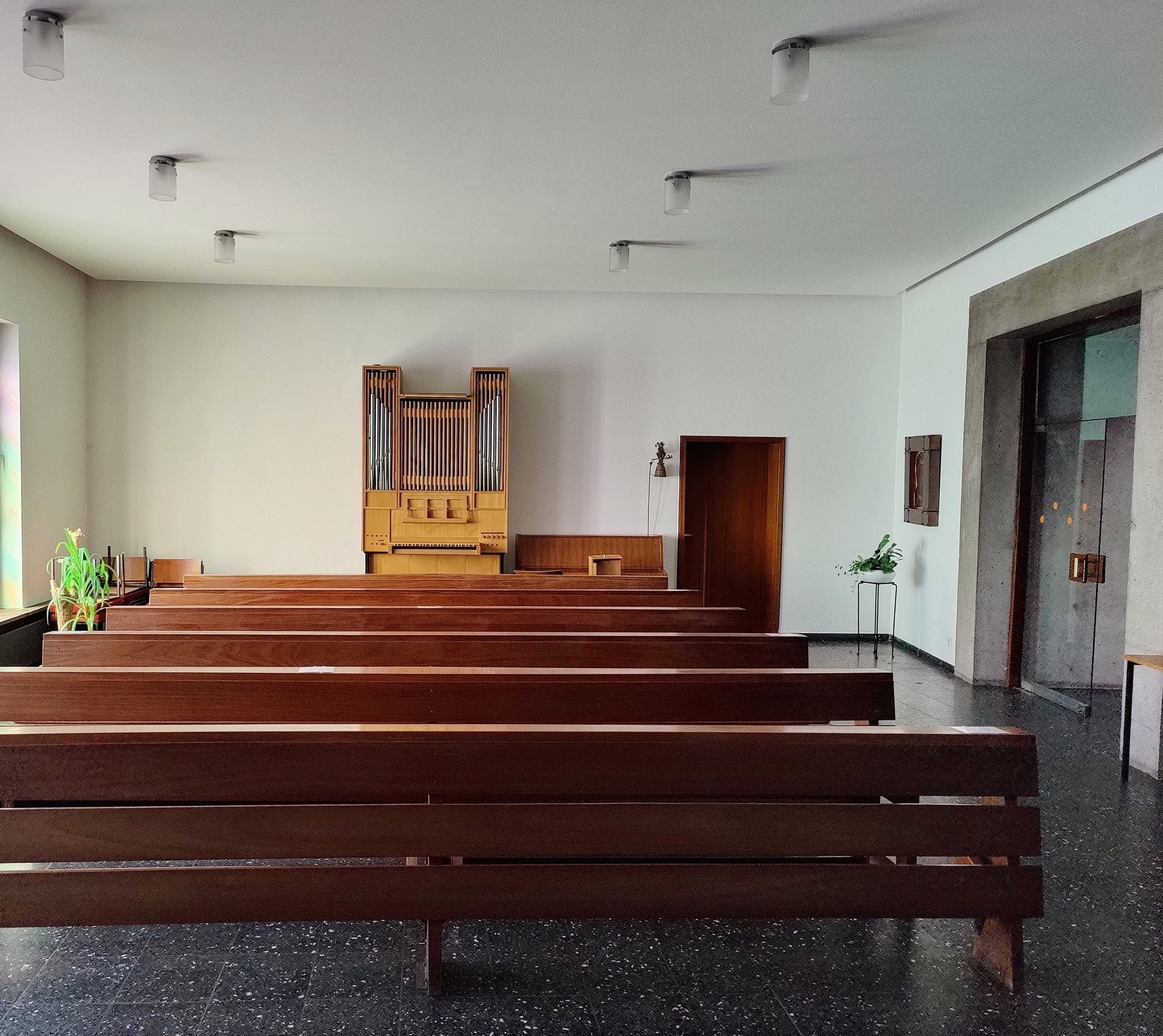
Kapelle mit Orgel

Die Kirche St. Katharina in Düsseldorf-Gerresheim wurde von dem Architekten Heinrich Böll in den Jahren 1964 bis 1966 erbaut.
Schon 1903 wurde der Bau einer Pfarrkirche für die Arbeiter im Süden Gerresheims angeordnet. Die daraufhin gebaute Kirche war bald zu klein. Als sie 1955 renovierungsbedürftig wurde, entschloss man sich zu einem größeren Neubau.
Der Grundriss der Kirche ist parabelförmig, was nach der Idee des Architekten an ein Schiff erinnern soll. Die Fenster sind rechteckig. Das Dach ist ein Satteldach. Der First trifft mit dem Scheitelpunkt der Parabel zusammen. Der Glockenturm steht als Campanile etwas abseits der Kirche. Sein Grundriss ist rechteckig und er besitzt ebenfalls ein Satteldach. Kirchenschiff und Glockenturm sind beide aus rotem Ziegelstein erbaut.

## Persönlichkeiten
- Der Erzbischof von Köln, Rainer Maria Woelki, war 1983 Praktikant und später Diakon der Gemeinde.[1]
- Der im KZ Dachau umgekommene Pfarrer Franz Boehm wirkte von 1917 bis 1923 in der Gemeinde als Pfarrer.[2]

## Orgeln
Die Orgel in der Kirche wurde 1970 von dem Orgelbauer Romanus Seifert & Sohn (Kevelaer) erbaut. Das Schleifladen-Instrument hat 21 Register auf zwei Manualen und Pedal. Die Spieltrakturen sind mechanisch, die Registertrakturen sind elektrisch.
| I Hauptwerk C–g3 |                    |    |
| 1.               | Principal          | 8′ |
| 2.               | Rohrflöte          | 8′ |
| 3.               | Oktave             | 4′ |
| 4.               | Hohlflöte          | 4′ |
| 5.               | Oktave             | 2′ |
| 6.               | Sesquialtera I–III |    |
| 7.               | Mixtur V–VI        |    |
| 8.               | Trompete           | 8′ |

| II Schwellwerk C–g3 |                 |       |
| 9.                  | Holzflöte       | 8′    |
| 10.                 | Quintade        | 8′    |
| 11.                 | Prinzipal       | 4′    |
| 12.                 | Blockflöte      | 4′    |
| 13.                 | Schweizerpfeife | 2′    |
| 14.                 | Quint           | 1 ⁄3′ |
| 15.                 | Scharff V       |       |
| 16.                 | Schalmei        | 8′    |
|                     | Tremulant       |       |

| Pedal C–f1 |                  |     |
| 17.        | Subbass          | 16′ |
| 18.        | Offenbass        | 8′  |
| 19.        | Choralbass       | 4′  |
| 20.        | Rauschpfeife III |     |
| 21.        | Still-Posaune    | 16′ |

- Koppeln: II/I, I/P, II/P; Setzeranlage

Auch die Kapelle besitzt eine kleine Pfeifenorgel, erbaut von Hofbauer Orgelbau um 1980.